# Ralph E. Winters
Ralph E. Winters (* 17. Juni 1909 in Toronto, Ontario; † 26. Februar 2004 in Los Angeles, Kalifornien) war ein kanadischer Filmeditor.

## Leben
Sein Debüt als Editor gab Ralph E. Winters im Jahre 1941 mit dem Film The Penalty. Für den 1950 gedrehten Abenteuerfilm König Salomons Diamanten wurde er erstmals mit dem Oscar ausgezeichnet. Bereits ein Jahr später erhielt er eine weitere Oscar-Nominierung für sein Mitwirken an Quo vadis?. Für Ben Hur erhielt Winters 1960 die Trophäe ein zweites Mal.
1963 arbeitete er bei dem Film Der rosarote Panther erstmals mit dem Regisseur Blake Edwards zusammen. Es folgten elf weitere Kooperationen. Der 1984 inszenierte Film Micki & Maude war ihre letzte gemeinsame Produktion. Mit Billy Wilder arbeitete er an Avanti, Avanti! und Extrablatt.
Im Jahre 1991 wurde er von der Organisation American Cinema Editors mit dem Career Achievement Award ausgezeichnet.
Sein letzter Film, an dem er als Editor mitwirkte, war der 1995 gedrehte Piratenfilm Die Piratenbraut. Daran anschließend zog er sich aus dem Filmgeschäft zurück. 2001 veröffentlichte er unter dem Titel Some Cutting Remarks: Seventy Years a Film Editor seine Memoiren.
Ralph E. Winters war zwei Mal verheiratet und Vater von drei Kindern.

## Filmografie (Auswahl)
- 1941: Dr. Kildare: Vor Gericht (The People vs. Dr. Kildare)
- 1942: Der Gentleman-Killer (Kid Glove Killer)
- 1942: Die Spur im Dunkel (Eyes in the Night)
- 1942: Dr. Gillespie’s New Assistant
- 1944: Das Haus der Lady Alquist (Gaslight)
- 1945: Der dünne Mann kehrt heim (The Thin Man Goes Home)
- 1947: Killer McCoy
- 1947: Die Bestie von Shanghai (Intrigue) (als Nebendarsteller)
- 1949: Kleine tapfere Jo (Little Women)
- 1949: Heut’ gehn wir bummeln (On the Town)
- 1949: Hoher Einsatz (Any Number Can Play)
- 1950: König Salomons Diamanten (King Solomon's Mines)
- 1951: Quo vadis?
- 1953: War es die große Liebe? (The Story of Three Loves)
- 1953: Die Thronfolgerin (Young Bess)
- 1953: Küß mich, Kätchen! (Kiss Me Kate)
- 1954: Eine Braut für sieben Brüder (Seven Brides for Seven Brothers)
- 1954: Die Intriganten (Executive Suite)
- 1955: Tyrannische Liebe (Love Me or Leave Me)
- 1956: Mein Wille ist Gesetz (Tribute to a Bad Man)
- 1956: Die oberen Zehntausend (High Society)
- 1957: Jailhouse Rock – Rhythmus hinter Gittern (Jailhouse Rock)
- 1958: In Colorado ist der Teufel los (The Sheepman)
- 1959: Ben Hur
- 1960: Telefon Butterfield 8 (BUtterfield 8)
- 1963: Der rosarote Panther (The Pink Panther)
- 1964: Ein Schuß im Dunkeln (A Shot in the Dark)
- 1965: Das große Rennen rund um die Welt (The Great Race)
- 1966: Was hast du denn im Krieg gemacht, Pappi? (What Did You Do in the War, Daddy?)
- 1967: Wie man Erfolg hat, ohne sich besonders anzustrengen (How to Succeed in Business Without Really Trying)
- 1968: Thomas Crown ist nicht zu fassen (The Thomas Crown Affair)
- 1969: Gaily, Gaily
- 1970: Herrscher der Insel (The Hawaiians)
- 1971: Opa kann’s nicht lassen (Kotch)
- 1972: Avanti, Avanti! (Avanti!)
- 1973: Revolte in der Unterwelt (The Outfit)
- 1974: Extrablatt (The Front Page)
- 1974: Das Gesetz bin ich (Mr. Majestyk)
- 1974: Vier Vögel am Galgen (The Spikes Gang)
- 1976: King Kong
- 1977: Orca – Der Killerwal (Orca)
- 1979: Zehn – Die Traumfrau (10)
- 1980: Der Ringer (The American Success Company)
- 1981: S.O.B. – Hollywoods letzter Heuler (S.O.B.)
- 1982: Victor/Victoria
- 1983: Der Fluch des rosaroten Panthers (Curse of the Pink Panther)
- 1983: Frauen waren sein Hobby (The Man Who Loved Women)
- 1995: Die Piratenbraut (Cutthroat Island)